# Карл Людвиг Генке
Карл Людвиг Генке (нім. Karl Ludwig Hencke; 8 квітня 1793 — 21 вересня 1866) — німецький астроном.

## Наукова спадщина
Генке відкрив два астероїди. Перший, 5 Астрея, примітний тим, що це був перший астероїд, відкритий після того, як в 1807 році був виявлений останній астероїд із першої четвірки 4 Веста. Інші астрономи залишили свої подальші пошуки астероїдів, бувши переконані, що астероїдів лише чотири. Однак Генке почав свої пошуки в 1830 році і 15 років по тому вони увінчалися успіхом.
Астероїд 2005 Генке названий на його честь.